# Аютинские склоны

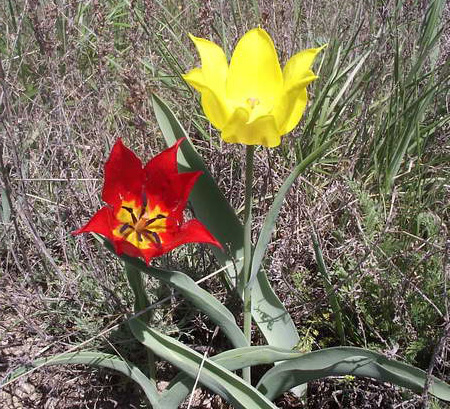
Тюльпан Шренка

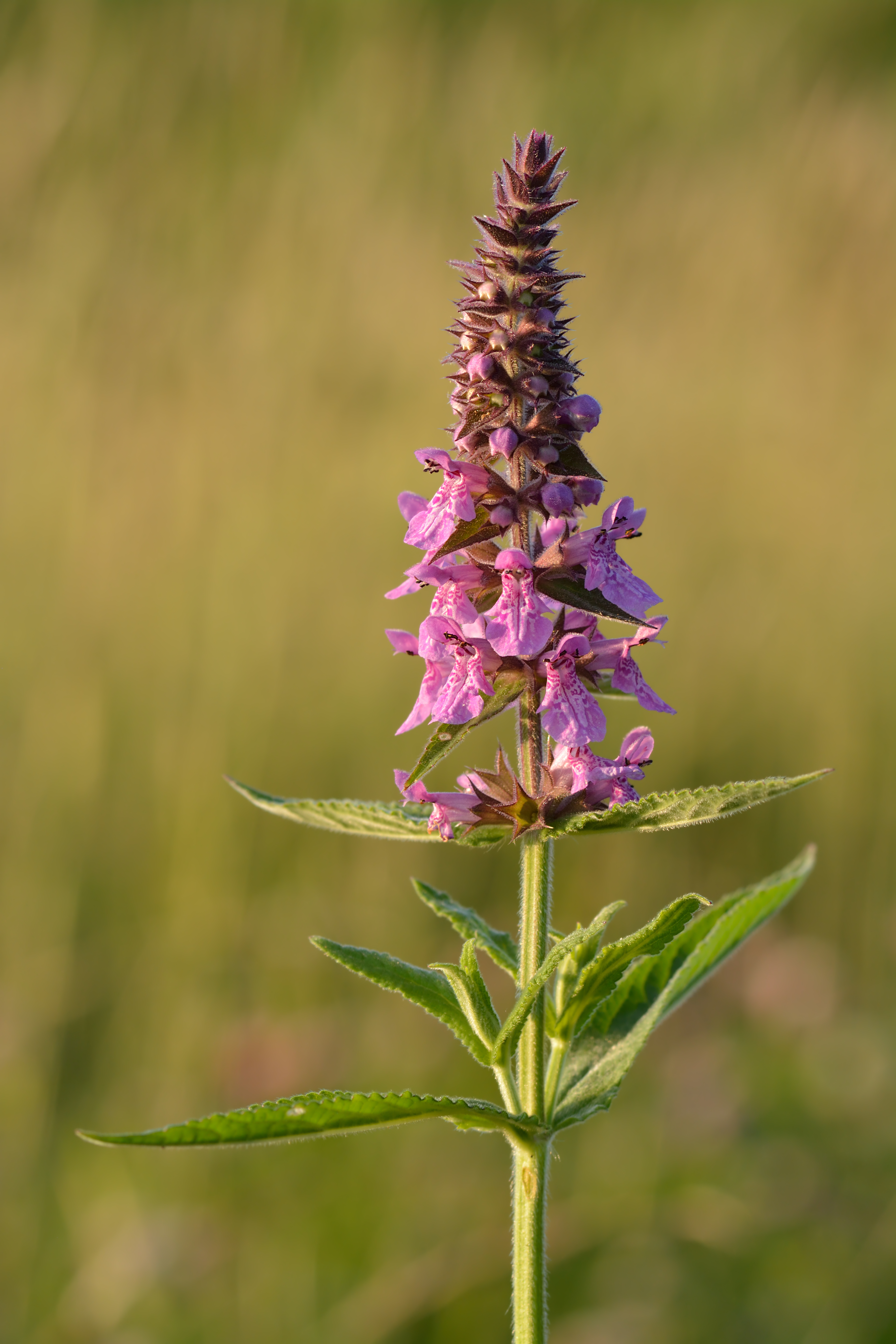
Чистец

 Аютинские склоны — заказник, расположенный на территории ТОО «Колос» Октябрьского района Ростовской области, в окрестности станицы Красюковской.

## Описание
Местность у реки Аюты имеет изрезанный рельеф, поэтому здесь не велась хозяйственная деятельность. Эта территория использовалась в основном для выпаса скота. В изрезанном рельефе заказника много обрывов, выходов плит ракушечника, грунтовых вод, родников. Всё это создает условия для сохранения и формирования на небольшом участке богатого видового разнообразия растений.

## Флора
Из злаковых растений в заказнике произрастают мятлик узколистный, типчак, тонконог, ковыль Лессинга, костры.
Десятки видов цветковых растений растут на склонах местности. Среди них: тысячелистник обыкновенный, вероника колосистая и дубравная, несколько видов полыни, подорожник степной и ланцетолистный, несколько видов молочая, лапчатка прямостоячая и ползучая, василистник малый, лен желтый, австрийский и многолетний, колокольчик сибирский, юринея мягкая и песчаная, льнянки, гвоздики, чистецы и др.
На территории заказника зарегистрировано около 150 видов цветковых растений. Уникальность заказнику «Аютинские склоны» придает то, что на его территории растет занесенная в республиканскую Красную Книгу популяция вида растения — эремурус представительный. Эремурус представительный относится к многолетним травянистым растениям семейства Лилейных. Больше всего этих растений произрастает в Средней Азии и на Ближнем Востоке. На территории РФ эремурус встречается только в Октябрьском районе Ростовской области. Это растение относится к эфемероидам, активно начинающим вегетацию, выбрасывающим высокий цветонос и быстро отцветающим. Эремурус относится к древним реликтам, сохранившийся с доледникового периода.
В заказнике Аютинские склоны также встречается исчезающая популяция широколистного тюльпана Шренка.